# Hans Gottfried von Nostitz-Drzewiecki
Hans Gottfried von Nostitz-Drzewiecki (* 1. November 1863 in Dresden; † 7. Februar 1958 in Icking) war ein deutscher Jurist. Von 1920 bis 1928 war er Präsident des Sächsischen Oberverwaltungsgerichts.

## Leben und Wirken
Er stammte aus dem Adelsgeschlecht von Nostitz und war der Sohn des Oberleutnants im Generalstab Hans Florian von Nostitz-Drzewiecki. Als Jurist trat er 1893 in den sächsischen Staatsdienst ein. Er war zunächst Legationssekretär im sächsischen Ministerium für auswärtige Angelegenheiten und wurde dort 1898 zum Legationsrat ernannt. Im Jahr 1903 wechselte er in das Ministerium des Innern und wurde zum Oberregierungsrat befördert. Von 1905 bis 1914 war Nostitz-Drzewiecki Amtshauptmann der Amtshauptmannschaft Pirna. Ihm wurde der Titel Wirklicher Geheimer Rat verliehen, und 1906 wurde er zum Kammerherrn ernannt.
Ab 1916 war er wieder im diplomatischen Dienst als Gesandter beim Königreich Preußen in Berlin und Bevollmächtigter Sachsens zum Bundesrat tätig. Am Ende des Ersten Weltkrieges 1918 bat er um seine Pensionierung und die Entlassung aus dem Staatsdienst, was genehmigt wurde. 
Vom 1. Juni 1920 bis 31. Dezember 1928 war Nostitz-Drzewiecki Präsident des Sächsischen Oberverwaltungsgerichts in Dresden.
Sein Nachlass befindet sich im Sächsischen Staatsarchiv als Bestand 13819.

## Familie
Seit dem 7. August 1901 war Nostitz-Drzewiecki mit Doris Helene geb. Jordan verheiratet. Der Diplomat Gottfried von Nostitz-Drzewiecky (1902–1976) war ihr gemeinsamer Sohn.